# 1. Fußball-Club Kaiserslautern 2013-2014
Questa voce raccoglie le informazioni riguardanti il 1. Fußball-Club Kaiserslautern nelle competizioni ufficiali della stagione 2013-2014.

## Stagione
Nella stagione 2013-2014 il Kaiserslautern, allenato da Franco Foda, Oliver Schäfer e Kosta Runjaić, concluse il campionato di 2. Bundesliga al 4º posto. In Coppa di Germania il Kaiserslautern fu eliminato in semifinale dal Bayern Monaco.

## Rosa
| N. |                      | Ruolo | Calciatore              |
| -- | -------------------- | ----- | ----------------------- |
| 1  | Germania (bandiera)  | P     | Tobias Sippel           |
| 2  | Rep. Ceca (bandiera) | D     | Jan Šimůnek             |
| 5  | Kosovo (bandiera)    | C     | Enis Alushi             |
| 6  | Finlandia (bandiera) | C     | Alexander Ring          |
| 7  | Germania (bandiera)  | C     | Mimoun Azaouagh         |
| 8  | Camerun (bandiera)   | A     | Mohamadou Idrissou      |
| 9  | Germania (bandiera)  | A     | Simon Zoller            |
| 10 | Kosovo (bandiera)    | A     | Albert Bunjaku          |
| 11 | Norvegia (bandiera)  | C     | Ruben Yttergård Jenssen |
| 13 | Germania (bandiera)  | D     | Florian Riedel          |
| 14 | Germania (bandiera)  | A     | Chinedu Ede             |
| 15 | Spagna (bandiera)    | D     | Marc Torrejón           |
| 16 | Algeria (bandiera)   | A     | Karim Matmour           |
| 17 | Germania (bandiera)  | D     | Alexander Bugera        |
| 18 | Croazia (bandiera)   | A     | Srđan Lakić             |

| N. |                     | Ruolo | Calciatore         |
| -- | ------------------- | ----- | ------------------ |
| 19 | Germania (bandiera) | D     | Marcel Gaus        |
| 20 | Austria (bandiera)  | C     | Kevin Stöger       |
| 22 | Germania (bandiera) | P     | David Hohs         |
| 23 | Germania (bandiera) | D     | Florian Dick       |
| 25 | Canada (bandiera)   | A     | Olivier Occéan     |
| 26 | Germania (bandiera) | C     | Steven Zellner     |
| 28 | Grecia (bandiera)   | C     | Kōstas Fortounīs   |
| 31 | Germania (bandiera) | D     | Chris Löwe         |
| 32 | Germania (bandiera) | P     | Marius Müller      |
| 33 | Germania (bandiera) | D     | Dominique Heintz   |
| 34 | Ungheria (bandiera) | D     | Willi Orbán        |
| 35 | Germania (bandiera) | A     | Jan-Lucas Dorow    |
| 37 | Germania (bandiera) | C     | Markus Karl        |
| 38 | Germania (bandiera) | D     | Sascha Mockenhaupt |
| 39 | Germania (bandiera) | D     | Jean Zimmer        |

## Organigramma societario
Area tecnica
- Allenatore: Kosta Runjaić
- Allenatore in seconda: Ilija Gruev, Oliver Schäfer, Michael Sulzmann
- Preparatore dei portieri: Gerald Ehrmann
- Preparatori atletici:
- Analisi video: Martin Raschick

## Calciomercato

### Sessione estiva
| Acquisti | Acquisti                | Acquisti              | Acquisti |
| R.       | Nome                    | da                    | Modalità |
| -------- | ----------------------- | --------------------- | -------- |
| D        | Marcel Gaus             | FSV Francoforte       |          |
| C        | Ruben Yttergård Jenssen | Tromsø                |          |
| A        | Karim Matmour           | Eintracht Francoforte |          |
| A        | Olivier Occéan          | Eintracht Francoforte |          |
| C        | Alexander Ring          | Borussia M'gladbach   |          |
| C        | Kevin Stöger            | Stoccarda             |          |
| A        | Andrew Wooten           | Sandhausen            |          |
| A        | Simon Zoller            | Osnabrück             |          |

| Cessioni | Cessioni             | Cessioni             | Cessioni |
| R.       | Nome                 | a                    | Modalità |
| -------- | -------------------- | -------------------- | -------- |
| C        | Pierre De Wit        | Duisburg             |          |
| D        | Enis Hajri           | Sfaxien              |          |
| A        | Julian Derstroff     | Borussia Dortmund II |          |
| C        | Chadli Amri          | MC Oran              |          |
| C        | Alexander Baumjohann | Hertha Berlino       |          |
| A        | Erwin Hoffer         | Napoli               |          |
| C        | Benjamin Köhler      | Union Berlino        |          |
| C        | Denis Linsmayer      | Sandhausen           |          |
| C        | Mitchell Weiser      | Bayern Monaco        |          |
| A        | Sascha Wolfert       | Wehen Wiesbaden      |          |

### Sessione invernale
| Acquisti | Acquisti    | Acquisti              | Acquisti |
| R.       | Nome        | da                    | Modalità |
| -------- | ----------- | --------------------- | -------- |
| A        | Srđan Lakić | Eintracht Francoforte |          |
| A        | Chinedu Ede | Magonza               |          |

| Cessioni | Cessioni           | Cessioni              | Cessioni |
| R.       | Nome               | a                     | Modalità |
| -------- | ------------------ | --------------------- | -------- |
| C        | Ariel Borysiuk     | Volga Nižnij Novgorod |          |
| C        | Christopher Drazan | Rot-Weiß Erfurt       |          |
| A        | Andrew Wooten      | FSV Francoforte       |          |

## Risultati

### 2. Bundesliga

#### Girone di andata
| Arbitro: | Dankert |

|  |           |            |
|  | Marcatori | 68’ Zoller |

| Arbitro: | Schmidt |

|                              |           |             |
| Zoller 28’, 50’ Idrissou 90’ | Marcatori | 87’ Korkmaz |

| Arbitro: | Zwayer |

|                          |           |              |
| Šukalo 35’ Mudrinski 79’ | Marcatori | 32’ Idrissou |

| Arbitro: | Stieler |

|                          |           |           |
| Idrissou 29’ (rig.), 60’ | Marcatori | 59’ Koçer |

| Arbitro: | Brand |

|                                                |           |  |
| Löwe 42’ (aut.) Valentini 48’, 88’ Buballa 71’ | Marcatori |  |

| Arbitro: | Stegemann |

|                     |           |                                   |
| Karl 23’ Zoller 57’ | Marcatori | 8’ (rig.) Banović 45’ Stiepermann |

| Arbitro: | Schriever |

|            |           |  |
| Löning 85’ | Marcatori |  |

| Colonia 20 settembre 2013, ore 18:40 CEST 8ª giornata | Colonia | 0 – 0 referto | Kaiserslautern | RheinEnergieStadion (50 000 spett.)\| Arbitro: \| Brych \| |
| Arbitro:                                              | Brych   |               |                |                                                            |

| Arbitro: | Kampka |

|                                  |           |  |
| Gaus 51’ Zoller 72’ Idrissou 82’ | Marcatori |  |

| Arbitro: | Willenborg |

|  |           |                                    |
|  | Marcatori | 9’ Occéan 45’, 79’ (rig.) Idrissou |

| Arbitro: | Perl |

|                       |           |                               |
| Šimůnek 20’ Orbán 62’ | Marcatori | 40’ Torres 74’ van der Biezen |

| Bochum 28 ottobre 2013, ore 20:15 CET 12ª giornata | Bochum | 0 – 0 referto | Kaiserslautern | Rewirpowerstadion (16 563 spett.)\| Arbitro: \| Meyer \| |
| Arbitro:                                           | Meyer  |               |                |                                                          |

| Arbitro: | Hartmann |

|                                            |           |           |
| Zoller 5’, 49’ Gonther 65’ (aut.) Karl 90’ | Marcatori | 31’ Kalla |

| Arbitro: | Winkmann |

|  |           |                                                           |
|  | Marcatori | 4’ (rig.) Idrissou 40’ Löwe 45’ (rig.) Matmour 60’ Zoller |

| Arbitro: | Aytekin |

|                                |           |  |
| Occéan 54’ Dick 79’ Alushi 87’ | Marcatori |  |

| Arbitro: | Meyer |

|                               |           |                     |
| Kempe 41’ Ouali 78’ Dedič 80’ | Marcatori | 45’ Occéan 73’ Gaus |

| Arbitro: | Schmidt |

|  |           |            |
|  | Marcatori | 31’ Hoffer |

#### Girone di ritorno
| Arbitro: | Willenborg |

|  |           |           |
|  | Marcatori | 73’ Wurtz |

| Arbitro: | Petersen |

|              |           |                 |
| Hartmann 19’ | Marcatori | 32’, 65’ Zoller |

| Arbitro: | Kircher |

|                      |           |               |
| Jenssen 38’ Dick 58’ | Marcatori | 78’ Mudrinski |

| Arbitro: | Perl |

|             |           |  |
| Sylvestr 5’ | Marcatori |  |

| Arbitro: | Steinhaus-Webb |

|             |           |                           |
| Matmour 68’ | Marcatori | 24’ Hübner 54’ Pohjanpalo |

| Arbitro: | Fischer |

|           |           |  |
| Michel 3’ | Marcatori |  |

| Arbitro: | Brych |

|                              |           |          |
| Zoller 60’ Schulz 73’ (aut.) | Marcatori | 10’ Blum |

| Kaiserslautern 17 marzo 2014, ore 20:15 CET 25ª giornata | Kaiserslautern | 0 – 0 referto | Colonia | Fritz-Walter-Stadion (41 315 spett.)\| Arbitro: \| Gagelmann \| |
| Arbitro:                                                 | Gagelmann      |               |         |                                                                 |

| Arbitro: | Dankert |

|  |           |          |
|  | Marcatori | 55’ Gaus |

| Arbitro: | Osmers |

|           |           |            |
| Orbán 36’ | Marcatori | 42’ Müller |

| Arbitro: | Gräfe |

|                        |           |                 |
| Torres 26’ Nəzərov 89’ | Marcatori | 53’, 67’ Zoller |

| Arbitro: | Dietz |

|              |           |                 |
| Idrissou 45’ | Marcatori | 42’ Sukuta-Pasu |

| Arbitro: | Fritz |

|                        |           |                                |
| Verhoek 14’ Kringe 89’ | Marcatori | 31’ Lakić 61’ Karl 90’ Jenssen |

| Arbitro: | Ittrich |

|                                       |           |                      |
| Dick 23’ Idrissou 37’ (rig.) Karl 45’ | Marcatori | 3’ Leckie 38’ Wooten |

| Arbitro: | Brych |

|           |           |           |
| Brandy 9’ | Marcatori | 40’ Lakić |

| Arbitro: | Stark |

|                                                        |           |  |
| Leistner 5’ (aut.) Idrissou 63’ (rig.), 84’ Stöger 90’ | Marcatori |  |

| Arbitro: | Welz |

|                                               |           |                          |
| Hoffer 2’ Halloran 9’ Liendl 69’ Benschop 87’ | Marcatori | 33’ Matmour 40’ Idrissou |

### Coppa di Germania
| Arbitro: | Rohde |

|  |           |                                                                    |
|  | Marcatori | 28’ (rig.), 84’ Idrissou 37’, 66’ Gaus 47’ Matmour 76’, 78’ Occéan |

| Arbitro: | Kinhöfer |

|                                     |           |              |
| Idrissou 52’ Matmour 63’ Occéan 83’ | Marcatori | 25’ Niemeyer |

| Arbitro: | Sippel |

|  |           |                               |
|  | Marcatori | 18’ Orbán 45’ Zoller 83’ Gaus |

| Arbitro: | Welz |

|  |           |              |
|  | Marcatori | 114’ Jenssen |

| Arbitro: | Kinhöfer |

|                                                                        |           |            |
| Schweinsteiger 23’ Kroos 32’ Müller 50’ (rig.) Mandžukić 78’ Götze 90’ | Marcatori | 60’ Zoller |

## Statistiche

### Statistiche di squadra
| Competizione      | Punti | In casa | In casa | In casa | In casa | In casa | In casa | In trasferta | In trasferta | In trasferta | In trasferta | In trasferta | In trasferta | Totale | Totale | Totale | Totale | Totale | Totale | DR  |
| Competizione      | Punti | G       | V       | N       | P       | Gf      | Gs      | G            | V            | N            | P            | Gf           | Gs           | G      | V      | N      | P      | Gf     | Gs     | DR  |
| ----------------- | ----- | ------- | ------- | ------- | ------- | ------- | ------- | ------------ | ------------ | ------------ | ------------ | ------------ | ------------ | ------ | ------ | ------ | ------ | ------ | ------ | --- |
| 2. Bundesliga     | 54    | 17      | 9       | 5       | 3       | 33      | 17      | 17           | 6            | 4            | 7            | 22           | 22           | 34     | 15     | 9      | 10     | 55     | 39     | +16 |
| Coppa di Germania | -     | 1       | 1       | 0       | 0       | 3       | 1       | 4            | 3            | 0            | 1            | 12           | 5            | 5      | 4      | 0      | 1      | 15     | 6      | +9  |
| Totale            | 54    | 18      | 10      | 5       | 3       | 36      | 18      | 21           | 9            | 4            | 8            | 34           | 27           | 39     | 19     | 9      | 11     | 70     | 45     | +25 |

### Andamento in campionato
| Giornata  | 1 | 2 | 3 | 4 | 5 | 6 | 7 | 8  | 9 | 10 | 11 | 12 | 13 | 14 | 15 | 16 | 17 | 18 | 19 | 20 | 21 | 22 | 23 | 24 | 25 | 26 | 27 | 28 | 29 | 30 | 31 | 32 | 33 | 34 |
| --------- | - | - | - | - | - | - | - | -- | - | -- | -- | -- | -- | -- | -- | -- | -- | -- | -- | -- | -- | -- | -- | -- | -- | -- | -- | -- | -- | -- | -- | -- | -- | -- |
| Luogo     | T | C | T | C | T | C | T | T  | C | T  | C  | T  | C  | T  | C  | T  | C  | C  | T  | C  | T  | C  | T  | C  | C  | T  | C  | T  | C  | T  | C  | T  | C  | T  |
| Risultato | V | V | P | V | P | N | P | N  | V | V  | N  | N  | V  | V  | V  | P  | P  | P  | V  | V  | P  | P  | P  | V  | N  | V  | N  | N  | N  | V  | V  | N  | V  | P  |
| Posizione | 4 | 2 | 3 | 2 | 4 | 4 | 8 | 11 | 6 | 4  | 4  | 4  | 4  | 3  | 1  | 3  | 3  | 4  | 3  | 3  | 4  | 7  | 7  | 6  | 6  | 5  | 4  | 4  | 6  | 4  | 4  | 4  | 4  | 4  |

Legenda:

Luogo: C = Casa; T = Trasferta. Risultato: V = Vittoria; N = Pareggio; P = Sconfitta.

### Statistiche dei giocatori
| Giocatore      | 2. Bundesliga | 2. Bundesliga | 2. Bundesliga | 2. Bundesliga | Coppa di Germania | Coppa di Germania | Coppa di Germania | Coppa di Germania | Totale   | Totale | Totale      | Totale     |
| Giocatore      | Presenze      | Reti          | Ammonizioni   | Espulsioni    | Presenze          | Reti              | Ammonizioni       | Espulsioni        | Presenze | Reti   | Ammonizioni | Espulsioni |
| -------------- | ------------- | ------------- | ------------- | ------------- | ----------------- | ----------------- | ----------------- | ----------------- | -------- | ------ | ----------- | ---------- |
| E. Alushi      | 11            | 1             | 3             | 0             | 2                 | 0                 | 0                 | 0                 | 13       | 1      | 3           | 0          |
| M. Azaouagh    | 0             | 0             | 0             | 0             | 0                 | 0                 | 0                 | 0                 | 0        | 0      | 0           | 0          |
| A. Borysiuk    | 4             | 0             | 1             | 0             | 0                 | 0                 | 0                 | 0                 | 4        | 0      | 1           | 0          |
| A. Bugera      | 0             | 0             | 0             | 0             | 0                 | 0                 | 0                 | 0                 | 0        | 0      | 0           | 0          |
| A. Bunjaku     | 3             | 0             | 0             | 0             | 0                 | 0                 | 0                 | 0                 | 3        | 0      | 0           | 0          |
| F. Dick        | 31            | 3             | 9             | 2             | 5                 | 0                 | 1                 | 0                 | 36       | 3      | 10          | 2          |
| J. Dorow       | 4             | 0             | 0             | 0             | 0                 | 0                 | 0                 | 0                 | 4        | 0      | 0           | 0          |
| C. Drazan      | 3             | 0             | 1             | 0             | 0                 | 0                 | 0                 | 0                 | 3        | 0      | 1           | 0          |
| C. Ede         | 5             | 0             | 0             | 0             | 0                 | 0                 | 0                 | 0                 | 5        | 0      | 0           | 0          |
| K. Fortounīs   | 18            | 0             | 0             | 0             | 3                 | 0                 | 1                 | 0                 | 21       | 0      | 1           | 0          |
| M. Gaus        | 25            | 3             | 9             | 0             | 3                 | 3                 | 1                 | 0                 | 28       | 6      | 10          | 0          |
| D. Heintz      | 10            | 0             | 1             | 0             | 4                 | 0                 | 0                 | 0                 | 14       | 0      | 1           | 0          |
| D. Hohs        | 0             | 0             | 0             | 0             | 1                 | 0                 | 0                 | 0                 | 1        | 0      | 0           | 0          |
| M. Idrissou    | 29            | 13            | 7             | 1             | 5                 | 3                 | 0                 | 0                 | 34       | 16     | 7           | 1          |
| R. Jenssen     | 23            | 2             | 4             | 0             | 3                 | 1                 | 0                 | 0                 | 26       | 3      | 4           | 0          |
| M. Karl        | 30            | 4             | 5             | 0             | 3                 | 0                 | 1                 | 0                 | 33       | 4      | 6           | 0          |
| S. Lakić       | 15            | 2             | 3             | 0             | 2                 | 0                 | 1                 | 0                 | 17       | 2      | 4           | 0          |
| C. Löwe        | 29            | 1             | 6             | 0             | 4                 | 0                 | 2                 | 0                 | 33       | 1      | 8           | 0          |
| K. Matmour     | 32            | 3             | 6             | 0             | 5                 | 2                 | 0                 | 0                 | 37       | 5      | 6           | 0          |
| S. Mockenhaupt | 1             | 0             | 0             | 0             | 0                 | 0                 | 0                 | 0                 | 1        | 0      | 0           | 0          |
| M. Müller      | 1             | 0             | 0             | 0             | 0                 | 0                 | 0                 | 0                 | 1        | 0      | 0           | 0          |
| O. Occéan      | 27            | 3             | 3             | 0             | 4                 | 3                 | 1                 | 0                 | 31       | 6      | 4           | 0          |
| W. Orbán       | 28            | 2             | 2             | 1             | 4                 | 1                 | 0                 | 0                 | 32       | 3      | 2           | 1          |
| F. Riedel      | 2             | 0             | 0             | 0             | 1                 | 0                 | 0                 | 0                 | 3        | 0      | 0           | 0          |
| A. Ring        | 21            | 0             | 5             | 0             | 3                 | 0                 | 0                 | 0                 | 24       | 0      | 5           | 0          |
| T. Sippel      | 33            | 0             | 2             | 0             | 4                 | 0                 | 1                 | 0                 | 37       | 0      | 3           | 0          |
| K. Stöger      | 6             | 1             | 1             | 0             | 1                 | 0                 | 0                 | 0                 | 7        | 1      | 1           | 0          |
| T. Torrejón    | 24            | 0             | 3             | 0             | 4                 | 0                 | 1                 | 0                 | 28       | 0      | 4           | 0          |
| A. Wooten      | 4             | 0             | 0             | 0             | 1                 | 0                 | 0                 | 0                 | 5        | 0      | 0           | 0          |
| S. Zellner     | 0             | 0             | 0             | 0             | 0                 | 0                 | 0                 | 0                 | 0        | 0      | 0           | 0          |
| J. Zimmer      | 6             | 0             | 2             | 0             | 1                 | 0                 | 0                 | 0                 | 7        | 0      | 2           | 0          |
| S. Zoller      | 28            | 13            | 1             | 0             | 2                 | 2                 | 0                 | 0                 | 30       | 15     | 1           | 0          |
| J. Šimůnek     | 18            | 1             | 4             | 0             | 4                 | 0                 | 0                 | 0                 | 22       | 1      | 4           | 0          |